# Jardinópolis (kommun i Brasilien, São Paulo)
Jardinópolis är en kommun i Brasilien.   Den ligger i delstaten São Paulo, i den sydöstra delen av landet, 600 km söder om huvudstaden Brasília. Antalet invånare är 37 725.
Följande samhällen finns i Jardinópolis:
- Jardinópolis

Runt Jardinópolis är det i huvudsak tätbebyggt. Runt Jardinópolis är det ganska glesbefolkat, med 24 invånare per kvadratkilometer.